# Melanism

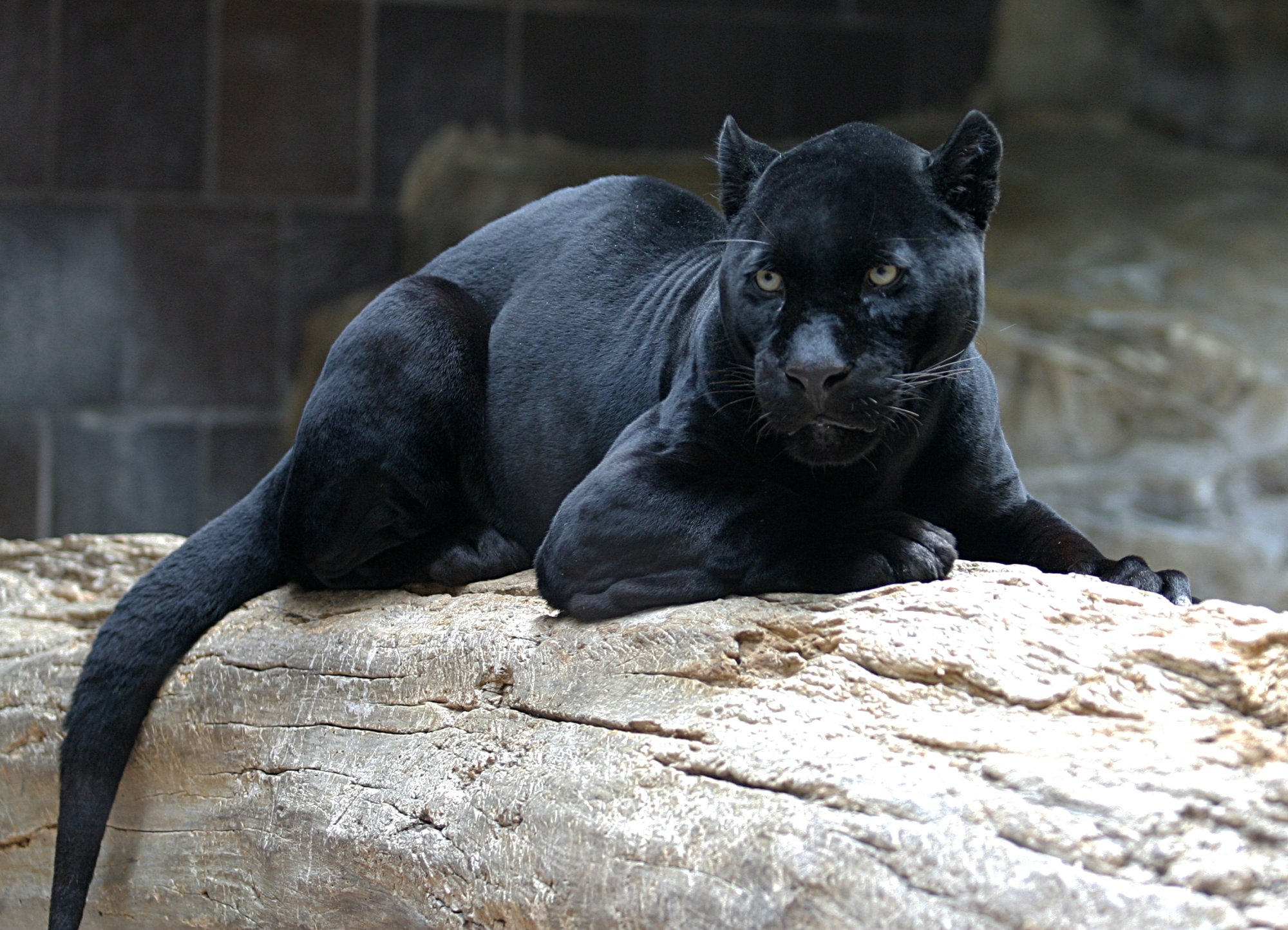
Pantera neagră este un exemplu tipic de animal cu melanism.

Melanismul este o pigmentație neagră excesivă a părului și a pielii. Este opusul albinismului. Acest termen medical a fost folosit și cu sensul de leptospiroză.
Cuvântul „melanism” își are originile în greacă μελανός, însemnând pigment negru.
Pseudo-melanismul, denumit și abundism, este o altă variantă de pigmentație, caracterizată de pete sau dungi negre, care acoperă a mare parte a corpului unui animal, făcându-l să pară suferind de melanism.
O deficiență sau absența totală a pigmentului melanină este numită amelanism.